# Regnans in Excelsis

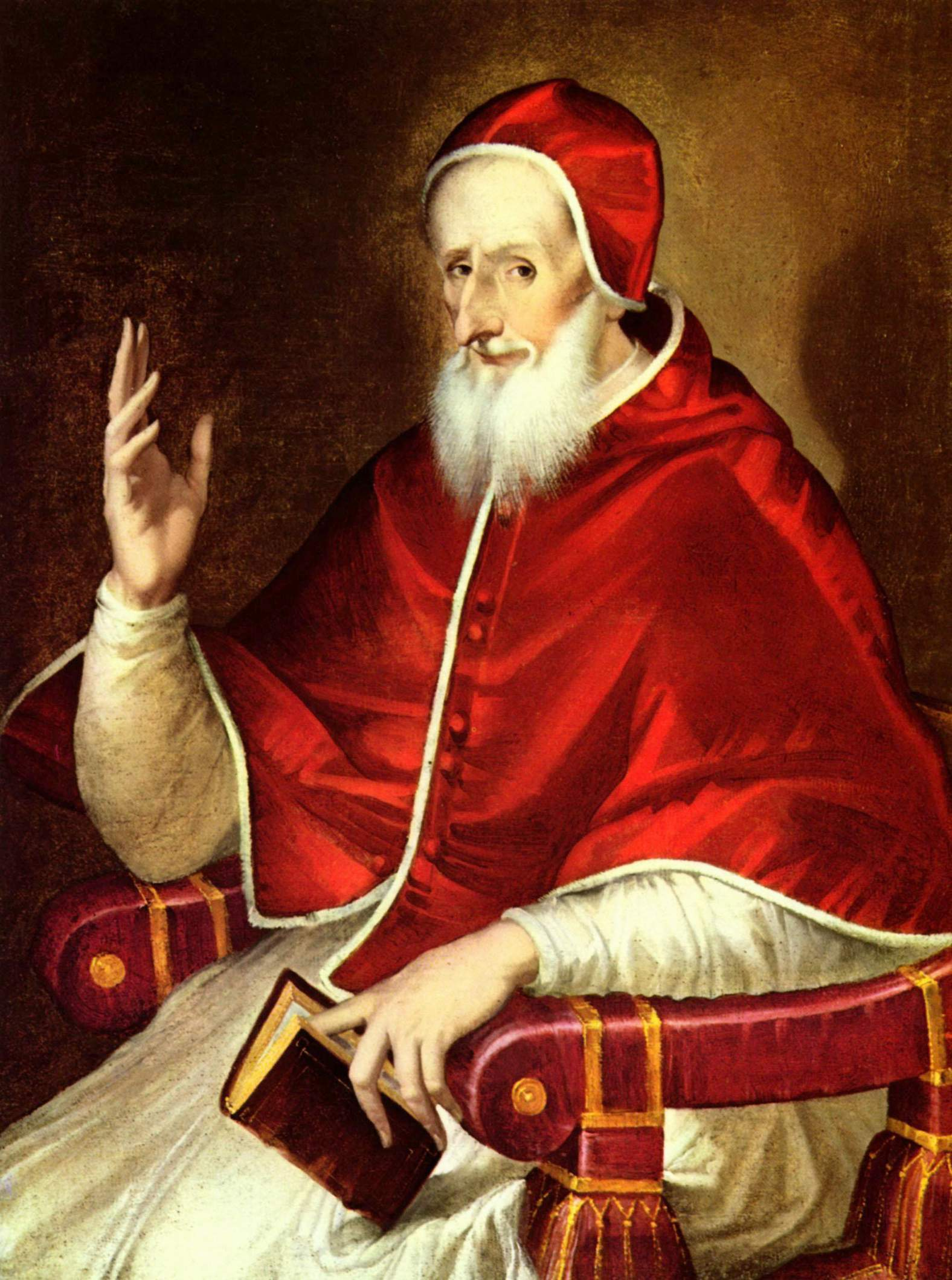
El papa ius V

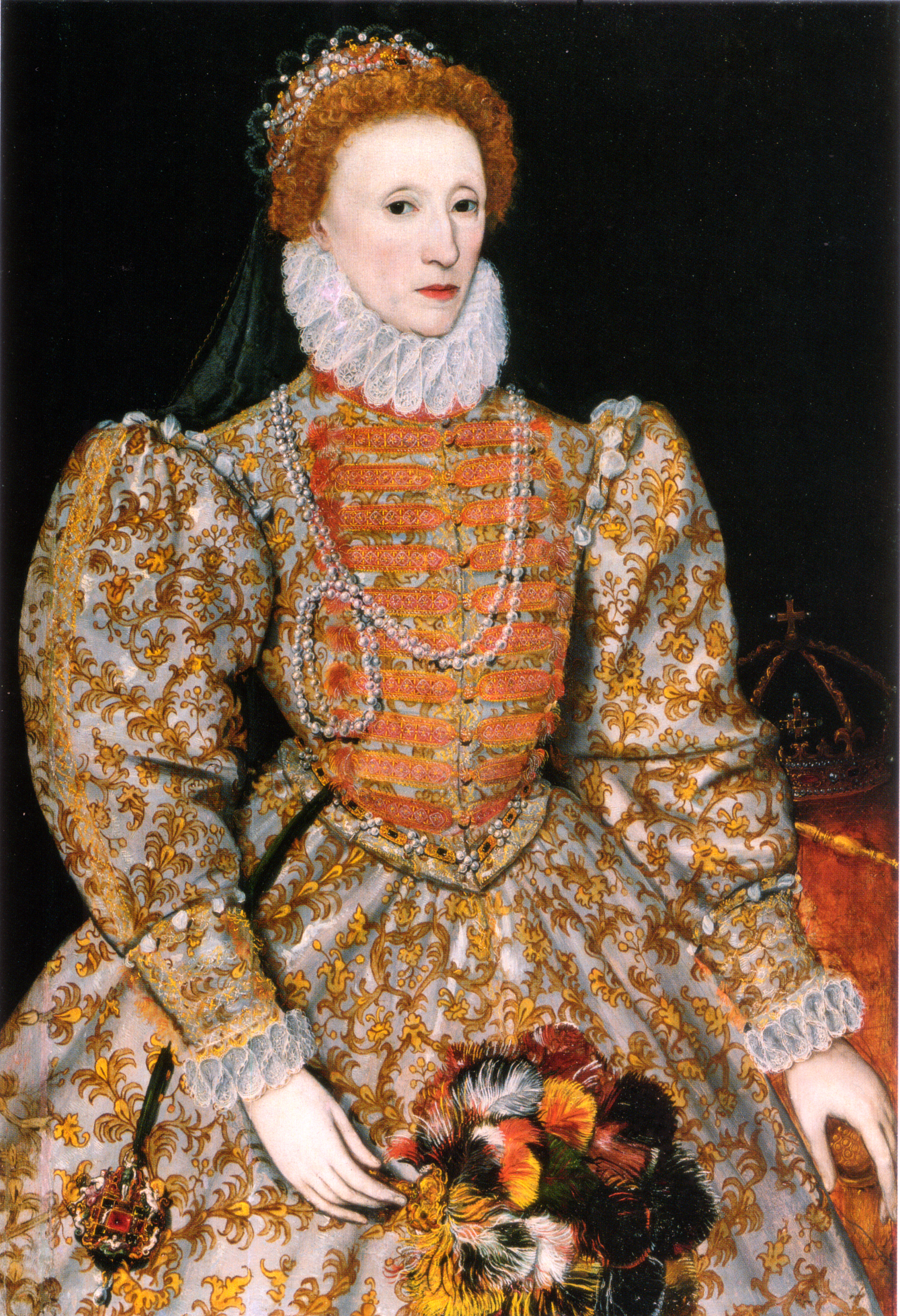
La Reina Elisabet I

Regnans in Excelsis (Regnant sobre les Altures) és una butlla papal publicada el 25 de febrer de 1570 per Pius V declarant a «Elisabet, la pretesa Reina d'Anglaterra i servidora del crim» com a heretge i alliberant tots els seus súbdits de qualsevol lleialtat vers ella, fins i tot aquells que haguessin "prestat juraments vers ella", i excomunicant qualsevol que obeís les seves ordres.
«Decretem i ordenem a tots els singulars i nobles, subjectes, pobles i d'altres que no han d'obeir les seves ordres, mandats i lleis. Tots aquells que actuïn en sentit contrari els inclourem en aquesta sentència d'excomunió.»
La butlla, escrita en llatí, rep el nom pel seu incipit, les tres primeres paraules del text, i significa «Regant sobre les Altures», una referència a Déu. Entre les ofenses de la Reina, «Ha eliminat el Consell Reial, format per la noblesa d'Anglaterra, i l'ha omplert d'homes obscurs que són heretges.»

## Rerefons
El papat s'havia reconciliat prèviament amb Maria I, que havia tornat l'Església d'Anglaterra i l'Església d'Irlanda al catolicisme. Després de la mort de Maria al novembre de 1558, el parlament d'Elisabet aprovà l'Acta de Supremacia de 1559, que va restablir la independència de l'Església d'Anglaterra i l'Església d'Irlanda de l'autoritat papal. Aquesta butlla pot ser vista com un acte de venjança per l'estament religiós, però pel fet que es va retardar onze anys és més probable que fos instigada per la pressió de Felip II d'Espanya, del Duc de Norfolk o de Maria, reina d'Escòcia, tots els quals tenia un interès personal en l'enderrocament d'Elisabet. El retard va ser causat en part per una sèrie de pretendents catòlics reals que esperaven casar-se amb Elizabeth, i perquè ella havia tolerat el culte catòlic en privat. El butlla va ser emesa a favor de, tot i que posteriorment, dels sollevaments del Nord (1569) a Anglaterra, i de la primera rebel·lió de Desmond a Irlanda, amb el suport catòlic estranger, i va endurir la seva opinió en contra dels seus terratinents catòlics.
La primera rebel·lió de Desmond va esclatar a Irlanda al juny de 1569. Encara que destinat principalment per preservar la independència dels senyors feudals del tron anglès, va desenvolupar connotacions religioses com James FitzMaurice FitzGerald. qui va buscar el suport de l'Europa catòlica.

## Conseqüències
La butlla va provocar que el govern anglès adoptés mesures més repressives contra els jesuïtes, de qui temien que actuaven en interès d'Espanya i el Papat. Aquesta reacció aviat semblà justificada: va ser la publicació a Anglaterra de l'exhortació de Pius V que va donar l'impuls a la Conxorxa de Ridolfi, en la qual el del Duc de Norfolk havia de segrestar o assassinar la reina Isabel, instal·lar Maria, reina d'Escòcia al tron i després convertir-se de facto en rei en casar-se amb ella. El 1571 Heinrich Bullinger de Zúric publicà una refutatio de la butlla.

## Suspensió de 1580-1584
A petició dels jesuïtes i per alleujar les pressions sobre els catòlics a Anglaterra, el Gregori XIII va emetre un aclariment o suspensió el 1580, explicant que els catòlics havien d'obeir a la reina cap en tots els assumptes civils, fins al moment en una oportunitat adequada es presentés per la seva caiguda. Poc després de l'inici de la Guerra angloespanyola (1585-1604), els anglesos aprovaren una llei "en contra dels jesuïtes, sacerdots del seminari i altres, com ara persones desobedients".

## Renovació en 1588
En 1588, el Papa Sixt V, en suport de l'Armada Espanyola, va renovar solemnement la butlla d'excomunió contra la reina Elisabet I, pel regicidi de Maria, reina d'Escòcia, en 1587, així com pels delictes prèviament catalogats en contra de l'Església Catòlica. Durant l'amenaça d'invasió per part de l'Armada Espanyola, es va saber que la majoria dels residents catòlics d'Anglaterra es van mantenir lleials, i que els que eren una amenaça real per al tron, com el cardenal William Allen o Robert Persons, ja estaven exiliats.
Mentre que la butlla va tenir poc impacte a Anglaterra, va causar una esquerda per a Elizabeth al Regne d'Irlanda, on la majoria de la població es va mantenir catòlica; Gerald FitzGerald, 15è comte de Desmond, va utilitzar la butlla com a justificació de la segona rebel·lió de Desmond. Si bé existien divisions abans de 1570, després de la butlla el món oficial amb seu a Dublín s'ajustà a l'Anglicanisme mentre que la majoria del Parlament d'Irlanda romangué catòlic fins a 1613.